# Ectatoderus tamna
Ectatoderus tamna is een rechtvleugelig insect uit de familie Mogoplistidae. De wetenschappelijke naam van deze soort is voor het eerst geldig gepubliceerd in 2011 door Kim.